# Cantaert
Cantaert is een voormalig textielbedrijf uit het Belgische Zottegem. In 1908 richtte Paul Cantaert een atelier op voor de productie van korsetten onder de naam Cantaert – Peltzer. Vanaf 1910 nam Paul Cantaert de algemene leiding alleen waar, en na een paar voorspoedige jaren breidde hij in 1913 samen met notaris Jules Van De Mergel, zijn atelier uit tot een volwaardige breigoedfabriek Etablissements Paul Cantaert et Fils. In 1923 stichtten vennoten Paul Cantaert en Herbert De Puysseleyr (schoonzoon van Gustaaf Schockaert en ook directeur van The Sanitary Underwear Company; liet samen met echtgenote Berthe Schockaert Villa Puysseleyr ('Villa Rozengaerde') bouwen op de Meerlaan) een firma onder de naam Maatschappij in Gemeenschappelijke Naam Cantaert en De Puysseleyr. In 1924 werd aan de Grensstraat een fabriek opgericht waar breigoed gebleekt werd en waar later een ververij was. Er werd in het rode bakstenen gebouw met zaagdak elektriciteit opgewekt met een stoomturbine.  In 1938 werd de maatschappij Cantaert en De Puysseleer ontbonden en werd de personenvennootschap met beperkte aansprakelijkheid Paul Cantaert & Fils opgericht (waar de fabriek uit 1924 en de aanpalende breigoedfabriek Etablissements Paul Cantaert et Fils in opgingen).
Paul Cantaert liet rond 1925 Villa Cantaert aan de Bruggenhoek bouwen; zijn zoon Jacques Cantaert liet in 1938 de modernistische villa op Bruggenhoek 44 optrekken. Herbert De Puysseleyr liet rond 1930 Villa Puysseleyr optrekken naar plannen van de Gentse architect Oscar Van de Voorde. 
In 1969 integreerden verschillende avantgardekunstenaars op vraag van Anton Herbert werken op het fabrieksterrein: onder andere Roger Raveel (een kleurrijke zuil), Raoul De Keyser, Etienne Elias, Reinier Lucassen, Antoon De Clerck, Roland Jooris.
In 1981 opende Cantaert twee vestigingen in Portugal en in 1991 in Polen. Cantaert produceerde Dulcia-ondergoed en kinderkledij uit het duurdere segment. In 2012 viel het doek over het textielbedrijf. Vanaf 2021 werden de fabrieksgebouwen afgebroken; op de gesaneerde voormalige bedrijfsterreinen  wordt een nieuwe woonwijk gebouwd. De straatnamen Cantaertweg en Dulciaweg verwijzen daarbij naar de vroegere textielactiviteit.